# Boarmia illustris
Boarmia illustris är en fjärilsart som beskrevs av Richardson 1952. Boarmia illustris ingår i släktet Boarmia och familjen mätare. Inga underarter finns listade i Catalogue of Life.